# ليو تشونغ فاي
ليو تشونغ فاي (بالصينية: 廖俊輝) (8 ديسمبر 1956 - ) هو مدرب كرة قدم ولاعب كرة قدم صيني في مركز حراسة المرمى.

## وصلات خارجية
- ليو تشونغ فاي على موقع قاعدة بيانات كرة القدم.إي يو (الإنجليزية)